# Schußkogel
Der Schußkogel ist ein 1134 m ü. NHN hoher Gipfel in den Tegernseer Bergen, die zu den Bayerischen Voralpen gehören.

## Topographie
Der Schußkogel gehört mit Gassler Berg, Oeder Kogel und Wallenburger Kogel zu einer Reihe dem Gebirgszug Neureut – Gindelalm vorgelagerter Gipfel. Die Nordseite und der Gipfel sind bewaldet. Der kurze Südhang bis zum Sattel zum Ostiner Berg ist nicht bewaldet. Über den Gipfel zieht sich ein Drahtzaun.
Der Schußkogel ist selten besucht, der Sattel lässt sich zu Fuß über Forstwege von Unterschuß aus erreichen, die letzten ca. 30 Höhenmeter sind jedoch weglos zurückzulegen.